# Schönecken
Schönecken är en kommun och ort i Eifelkreis Bitburg-Prüm i förbundslandet Rheinland-Pfalz i Tyskland. Namnet ändrades 1 juni 1967 från Schönecken–Wetteldorf till Schönecken.
Kommunen ingår i kommunalförbundet Verbandsgemeinde Prüm tillsammans med ytterligare 43 kommuner.